# Värsjö småkyrka
Skånes Värsjö kapell är en kyrkobyggnad i Skånes Värsjö i Örkelljunga kommun. Den tillhör Skånes-Fagerhults församling i Lunds stift.
Kapellet uppfördes 1930 genom ideellt arbete av ortsbefolkningen. 5 december 1931 invigdes kapellet av biskop Edvard Magnus Rodhe. Värsjö tillhörde vid den tiden Röke församling men överfördes till Skånes Fagerhult i början av 1950-talet, varvid småkyrkan inlöstes av Skånes-Fagerhults församling 1952.

## Kyrkobyggnaden
Byggnaden är uppförd i trä och inrymmer kyrkorum samt utrymme för övrig kyrklig verksamhet.
En fristående klockstapel uppfördes 1962.

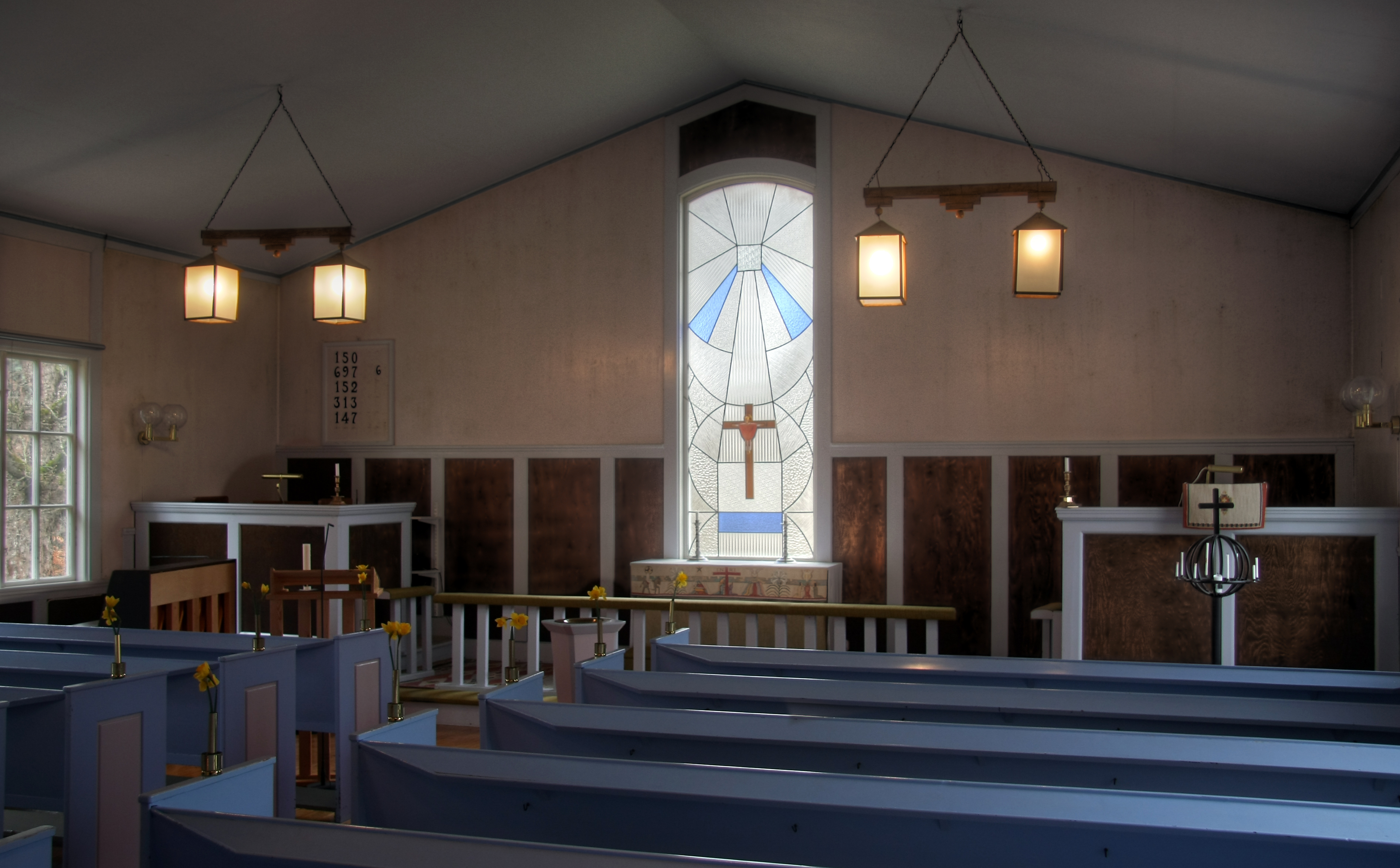
Kyrksalen
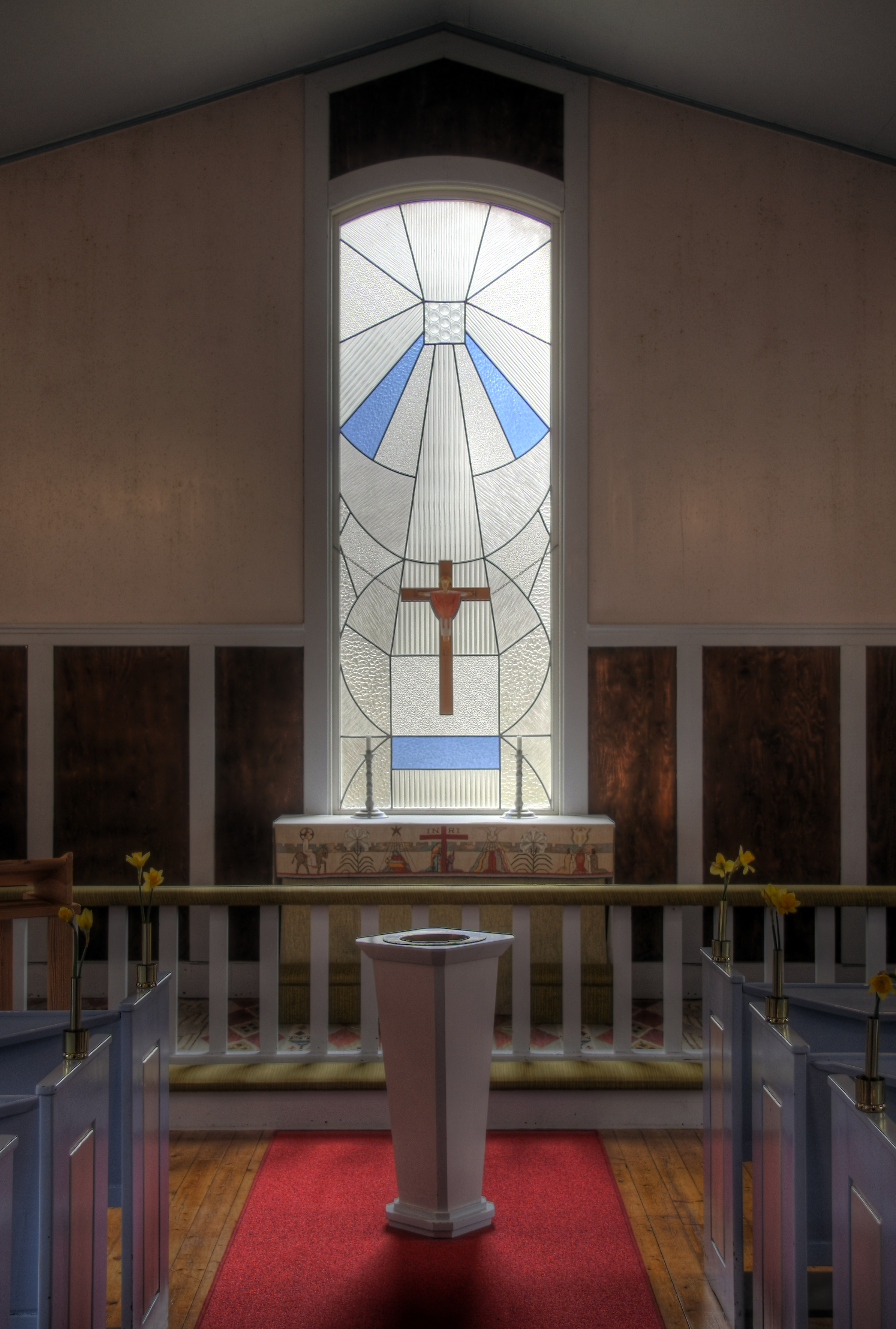
Dopfunt och kor
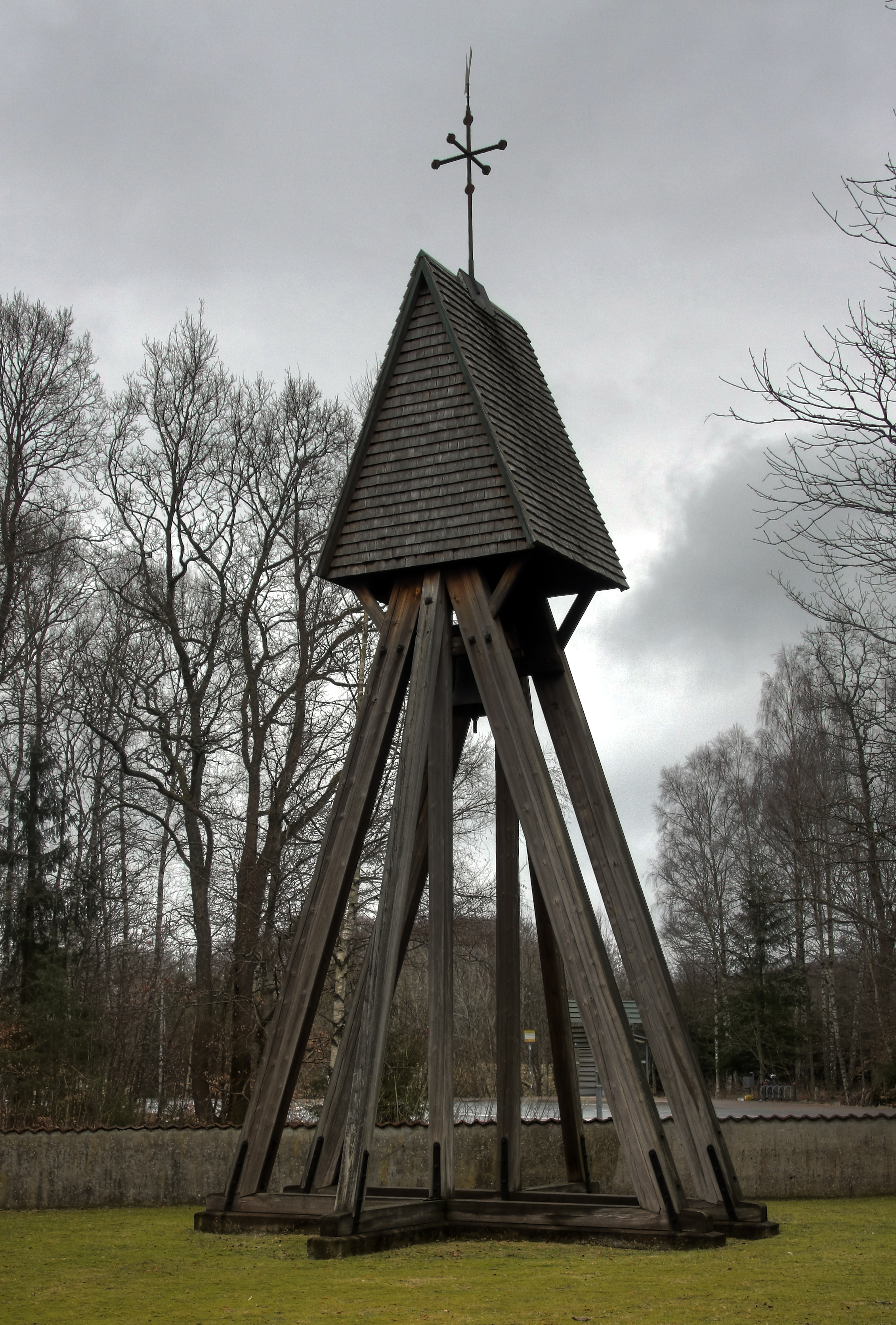
Klockstapeln
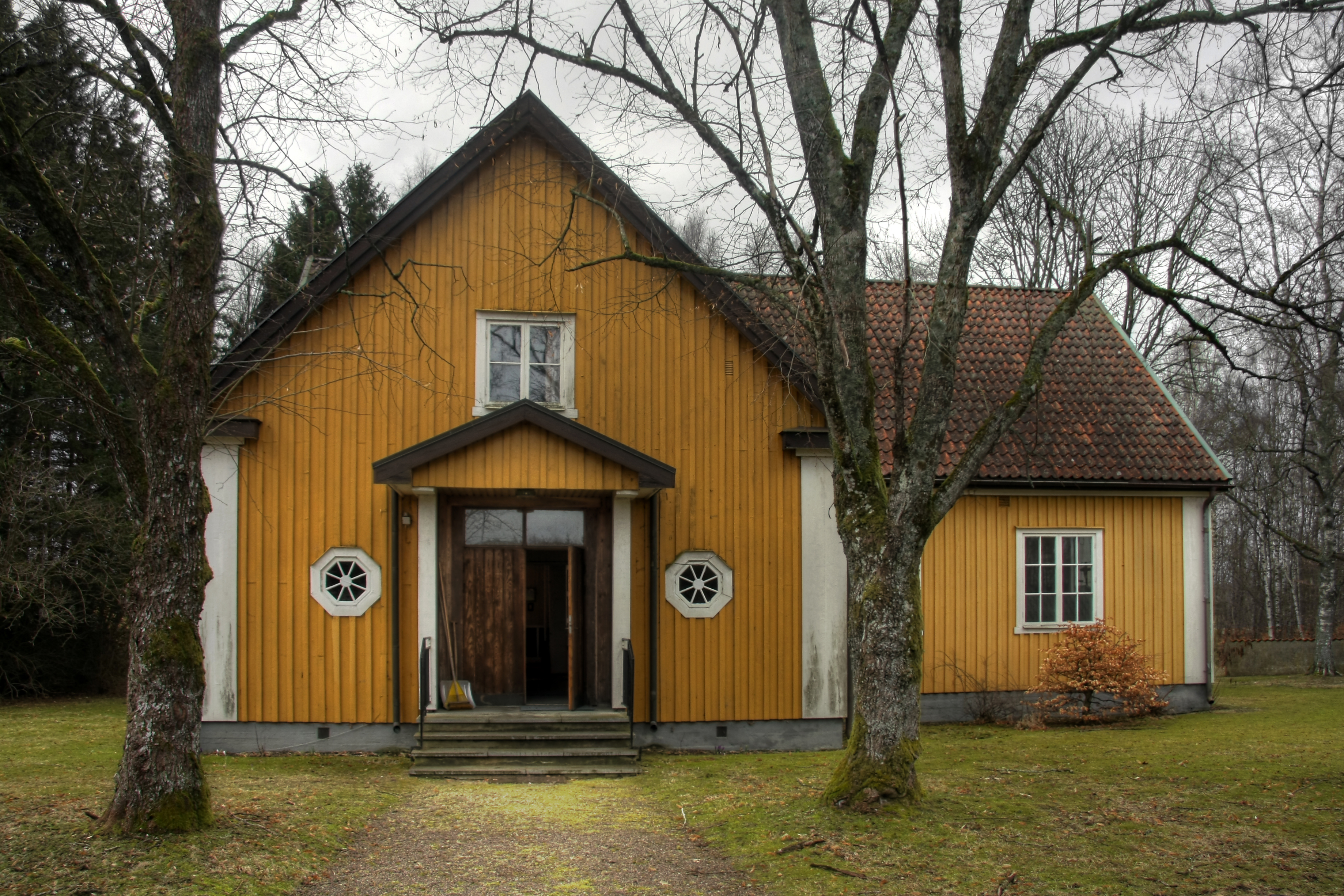
Kyrkans entré